# Soulèvement postélectoral de 2009 en Iran
 (septembre 2012).
Le contenu est difficilement compréhensible vu les erreurs de traduction, qui sont peut-être dues à l'utilisation d'un logiciel de traduction automatique.
Le mouvement vert ou soulèvement postélectoral en Iran qui suivit l'élection présidentielle iranienne de 2009, a commencé le 13 juin 2009 en réaction à l'annonce des résultats de l'élection. Le pouvoir fut accusé de fraude électorale pour garder au pouvoir le conservateur Mahmoud Ahmadinejad. Les manifestants soutenaient le candidat de l'opposition Mir-Hossein Mousavi. Les manifestations ont lieu à Téhéran et dans d'autres grandes villes d'Iran et du monde. En réponses aux manifestations, des groupes soutenant le président Mahmoud Ahmadinejad ont rallié la capitale iranienne.
Le soulèvement fut surnommé « Révolution Twitter », en raison de l'importance qu'eut le réseau social instantané dans l'organisation des manifestants.
Les autorités iraniennes ont fermé l'université de Téhéran, bloqué nombre de sites internet et de téléphones portables et interdit les manifestations. Le gouvernement iranien a empêché les journalistes internationaux de couvrir les événements et les chaînes de télévision par satellite furent brouillées.
La police et la milice paramilitaire Basij ont violemment réprimé les manifestations, tirant parfois à balles réelles dans la foule. Le soulèvement fit plus de 150 morts,, dont celle de Neda Agha-Soltan élevée au rang d'icône internationale de la contestation iranienne. De nombreux récits corroborent la violence de la répression qui s'est abattue sur tous ceux qui ont dénoncé la réélection du président sortant. Cette contestation est d'une ampleur jamais vue depuis la révolution iranienne de 1979.
Ahmadinejad a qualifié son élection de « complètement libre » et de « grande victoire pour l'Iran », et les manifestations des opposants comme « peu importantes ». Les autorités iraniennes ont déclaré que le pouvoir ne céderait pas aux manifestants, qui auraient été contrôlés et financés, d'après elles, par les Occidentaux, la CIA et Israël.
Néanmoins, après une foule de centaines de milliers de personnes venue écouter, le 17 juillet à Téhéran, le prêche de l'ancien président Ali Akbar Hachémi Rafsandjani déplorant que « les autorités aient perdu la confiance du peuple après la présidentielle », des rassemblements ont été organisés les 24 et 25 juillet 2009 dans une centaine de villes à travers le monde pour dénoncer les violations des droits de l'homme en Iran et soutenir l'opposition en lutte contre le régime de Téhéran.
Les opposants sont nombreux à avoir été arrêtés, y compris des responsables importants de l'opposition favorables à un régime démocratique ou à une démocratisation du régime. Ils ont été soumis à des procès qualifiés de « mascarade » par l'opposition au régime de Khamenei, de plus en plus contesté par un mouvement tout à fait inédit depuis les débuts de la « révolution islamique ». Ces prisonniers de haut rang ont été accusés de trahison et de collaboration avec l'étranger, contraints à des aveux après avoir été torturés, comme l'a dénoncé, parmi d'autres, le candidat malheureux à l'élection présidentielle, Hossein Moussavi. Des anciens parlementaires réformateurs ont demandé une enquête afin de vérifier que le grand ayatollah Khamenei n'a pas outrepassé ses fonctions et n'a pas violé la Constitution
Ils ont adressé une lettre à l'Assemblée des experts — qui est largement dominée par les conservateurs soutenant Khamenei — pour demander une enquête destinée à déterminer si ce dernier n'a pas outrepassé ses pouvoirs lors des troubles postélectoraux dans le pays. Selon eux, l'article 11 de la Constitution qui stipule que « le Guide suprême est au même niveau que le reste du peuple devant la loi » permet de conclure que celui-ci doit être remplacé s'il « devient incapable de remplir ses obligations constitutionnelles ».
Au total, plus de 150 personnes auront été tuées par le régime,, des milliers auront été arrêtées et torturées, dont des centaines violées en prison par les agents du régime.

## Contexte
L'élection du président de l'Iran en janvier 2008 a été précédée par de nombreuses enquêtes et d'une enquête menée par l'organisation Terror Free Tomorrow. Les sondages d'opinion Terror Free Tomorrow, réalisés du 11 au 20 mai 2009, prédisent une forte participation et montrent des intentions de vote similaires pour les candidats, avec plus d'un quart encore indécis. Contrairement à l'élection de 2005, la participation est forte. Les résultats officiels sont rejetés par les trois candidats de l'opposition, qui affirment que les votes ont été manipulés et les élections truquées. La dernière élection présidentielle avait déjà été controversée, mais cette fois la fraude semble avoir plus d'ampleur. Les candidats Mohsen Rezaï et Moussavi ont déposé des plaintes officielles. Moussavi a annoncé qu'il « ne se rendra pas à cette manipulation » avant de déposer un recours contre le résultat officiel au Conseil des gardiens le 14 juin.
Le guide suprême d'Iran, l'ayatollah Ali Khamenei, a souligné le taux de participation sans précédent et a exhorté la nation à s'unir, et plus tard a ordonné une enquête sur les allégations de fraude électorale. Se référant à la lettre d'appel de Moussavi sur les irrégularités, Khamenei a déclaré que « le Conseil des gardiens a été mandaté pour mener une enquête ». Moussavi n'est pas optimiste quant à son appel en disant que beaucoup de membres du Conseil lors de l'élection n'ont pas été impartiaux. Ahmadinejad a qualifié l'élection de « totalement libre » et le résultat « une grande victoire » pour l'Iran, et a estimé que le soulèvement n'était guère plus que « passions après un match de football ».
Plus de 100 % : Dans deux provinces conservatrices, Mazandaran et Yazd, un taux de participation de plus de 100 % a été enregistré. Toutefois, il est à noter que les citoyens iraniens ne sont pas tenus de voter dans leur région d'origine, et peuvent voter au sein du district où ils se trouvent. Cela pourrait, théoriquement, entraîner un taux de participation de plus de 100 % dans une circonscription donnée, même si cela nécessiterait un taux de participation important d'électeurs qui vivent déjà dans le-dit district.
Vote réformateur : Dans un tiers de toutes les provinces, selon les résultats officiels, il faudrait qu'Ahmadinejad ait non seulement obtenu tous les anciens électeurs conservateurs, tous les anciens électeurs centristes, tous les nouveaux électeurs, mais a également pris jusqu'à 44 % des anciens électeurs réformateurs, malgré une décennie de conflit entre ces deux groupes, pour justifier de son score.
Vote rural : En 2005, comme en 2001 et 1997, les candidats conservateurs, et Ahmadinejad en particulier, étaient nettement impopulaires dans les zones rurales. L'affirmation selon laquelle cette année Ahmadinejad a balayé ses adversaires dans les provinces plus rurales en 2009 va à l'encontre de ces tendances.

## Chronologie

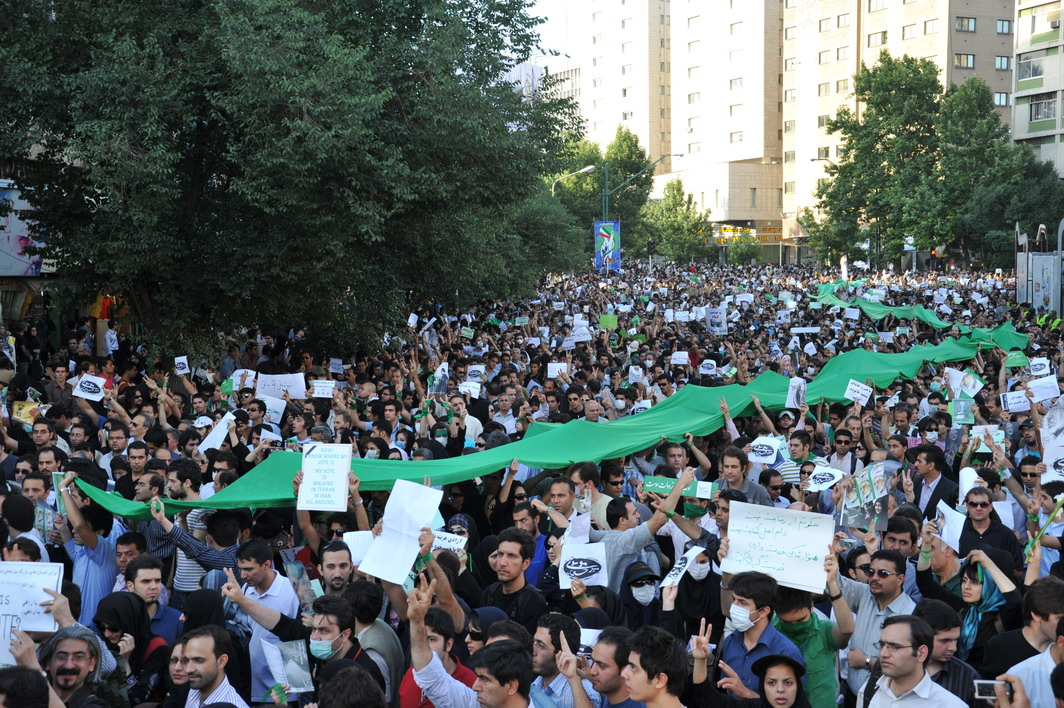
Manifestants contre le résultat de l'élection présidentielle iranienne de 2009 à Téhéran.

Le samedi 13 juin, après les résultats des élections ayant annoncé la victoire d'Ahmadinejad, les partisans de Moussavi sont descendus dans les rues pour protester. Le lendemain, le nombre des manifestations a augmenté, tout comme la violence. Dans la nuit du 14 juin, les Basijs, groupe paramilitaire affilié au pouvoir, ont attaqué l'Université de Téhéran, faisant de nombreux blessés. Le 15 juin, Moussavi fait sa première apparition post-électorale.
Le 16 juin, les manifestations continuaient, et le Conseil des gardiens a annoncé qu'un recompte partiel aurait lieu.
Mercredi 17 juin, une autre grande manifestation a lieu ; certains membres de l'équipe nationale de football portaient des bracelets verts en faveur de Moussavi lors de leur match contre la Corée du Sud.
Jeudi 18 juin, plus de 100 000 manifestants ont organisé une veillée aux chandelles à Téhéran après l'appel de M. Moussavi pour un jour de deuil en mémoire des personnes tuées dans les manifestations. Le Conseil des gardiens a invité les trois principaux challengers pour discuter de leurs griefs.
Vendredi 19 juin, l'ayatollah Ali Khamenei a parlé lors du service religieux, en disant que l'élection était légitime et que les manifestations ne seraient plus tolérées. Le lendemain, moins de manifestants descendirent dans les rues.
Le 20 juin, une jeune femme iranienne, Neda Agha-Soltan, est abattue par les Basijs et meurt devant les caméras. La vidéo amateur de l'assassinat va se propager rapidement à travers l'internet.
Le 22 juin, la police anti-émeute disperse le principal rassemblement à Téhéran avec des gaz lacrymogènes et des balles réelles tirées en l'air.
Au cours de la prière du vendredi retransmise en direct à la télévision le 26 juin, l'ayatollah Ahmad Khatami (en) a dit que tous ceux qui se battent contre le système islamique ou le chef de la société islamique, doivent être détruits et a appelé à l'exécution du leader des manifestants.
Lundi 29 juin, le Conseil des gardiens a certifié les résultats de l'élection. Cela déclenche une vague de manifestations, au mépris de l'interdiction de manifester. Le chef des services secrets iraniens a allégué que l'Occident et les forces sionistes étaient coupables d'incitation à la sédition. Quatre fonctionnaires britanniques ont été détenus en vertu de ces accusations.

## Réaction du gouvernement iranien

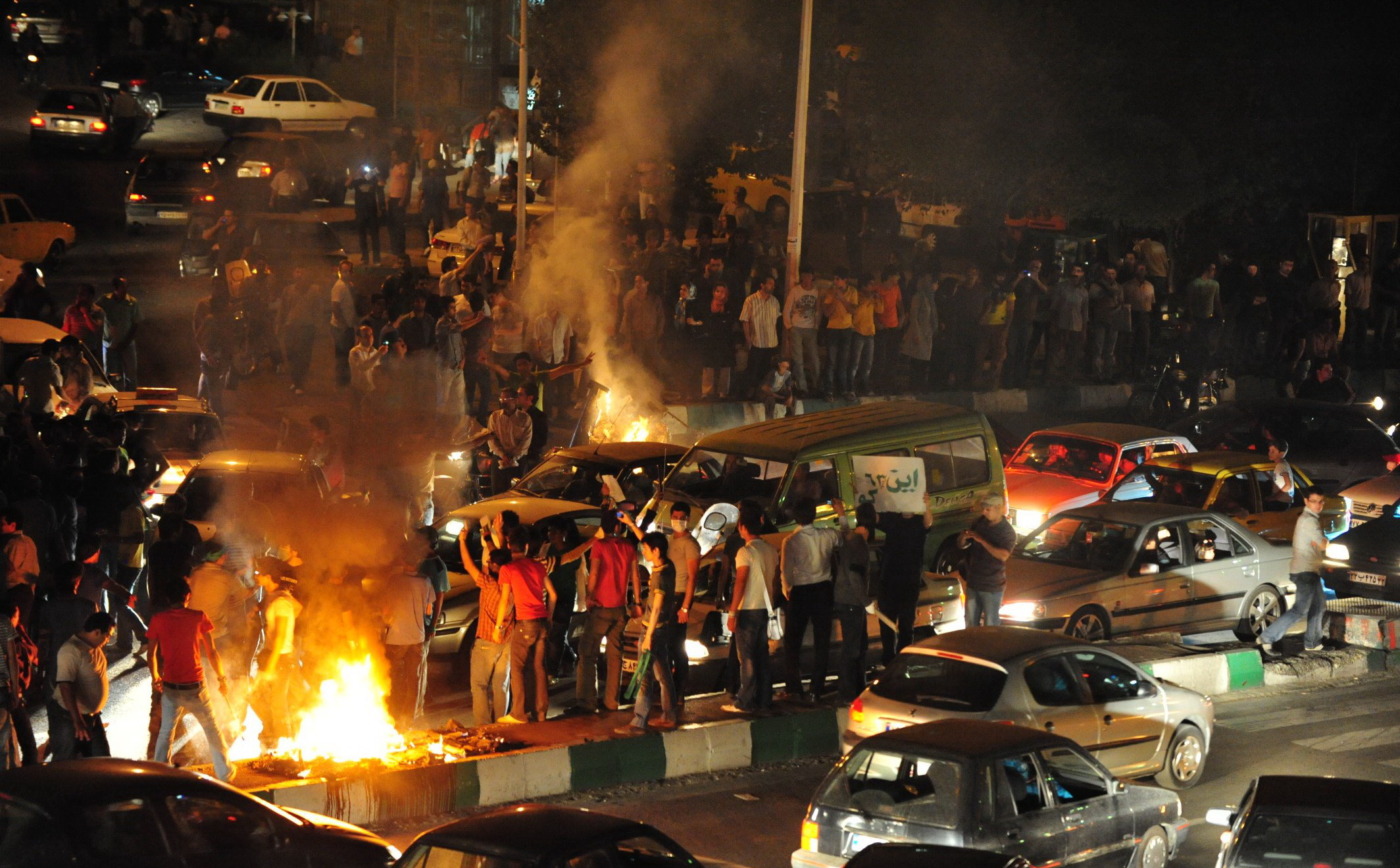
Manifestants de nuit le 15 juin 2009.

### Arrestation
Le weekend des 13 et 14 juin, lors d’une série de raids de police à travers Téhéran, le gouvernement a arrêté plus de 170 personnes, selon la police.
Parmi eux se trouvaient d'éminents politiciens réformistes, dont le fondateur de l'Organisation des moudjahidines de la Révolution Islamique, le chef de file du Front de participation à l'Iran islamique, et l'ancien président Mohammad Khatami, frère de Mohammad-Reza Khatami, qui ont ensuite été libérés,,. Ont aussi été arrêtés Mostafa Tajzadeh et Mohsen Aminzadeh, dont l'IRNA a évoqué l'implication dans l'orchestration des protestations le 13 juin. Des sources non identifiées ont déclaré que la police a fait irruption au siège du Front de participation à l'Iran islamique et arrêté un certain nombre de personnes,. Le journaliste iranien Mashallah Shamsolvaezin a affirmé que le candidat aux élections présidentielles Mir-Hossein Mousavi a été mis en résidence surveillée, ce que les autorités en place nient. On estime qu'environ 200 personnes ont été arrêtées après des affrontements avec des étudiants de l'Université de Téhéran, même si beaucoup ont été relâchées plus tard.

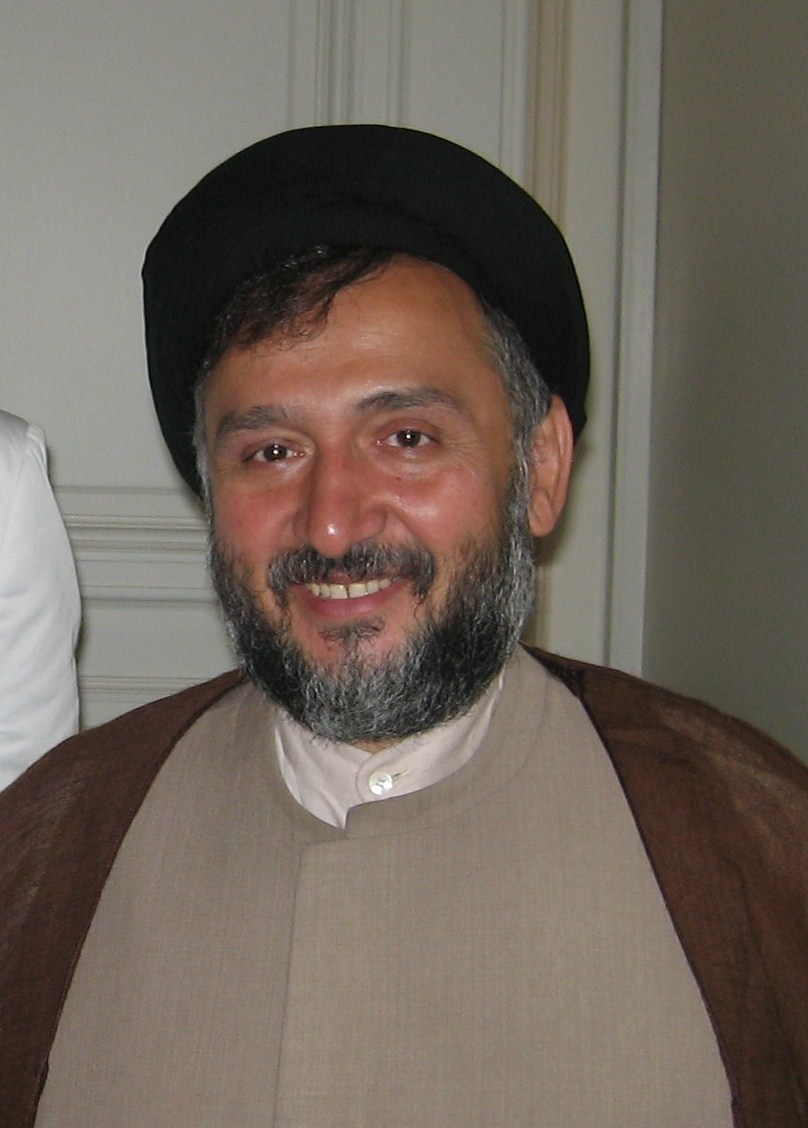
L'ancien vice-président Mohammad-Ali Abtahi a été parmi les personnes arrêtées le 16 juin, selon Reuters.

Le chef de police par intérim Ahmad-Reza Radan a déclaré via le service de presse d'État le 14 juin que « dans l'interrogatoire des rebelles liés, nous avons l'intention de trouver le lien entre les traceurs et les médias étrangers ». Un porte-parole judiciaire a dit qu'ils « n'avaient pas été arrêtés mais qu'ils ont été convoqués, avertis de ne pas augmenter la tension, et plus tard libérés ». Le ministre Gholam Hossein Mohseni-Ejehei a lié ces arrestations au terrorisme soutenu de l'extérieur d'Iran, affirmant que « plus de 20 envois d'explosifs ont été découverts ». D'autres, dit-il, étaient des « contre-révolutionnaires [qui avaient] pénétré le siège électoral des candidats aux élections ».
Les proches de plusieurs manifestants arrêtés ont confirmé que l'interrogatoire des prisonniers est désormais dirigé par Saïd Mortazavi, une figure connue en Iran comme « le boucher de la presse ». Il a acquis une notoriété pour son rôle dans la mort d'un photographe irano-canadien qui a été torturé, battu et violé durant sa détention en 2003.
Mojtaba Khamenei, le deuxième fils de l'Ayatollah Khamenei, apparaît comme l'une des forces motrices de la répression gouvernementale, des diplomates et observateurs. Il est dit d'une forte influence sur son père et est cité comme son possible successeur. Mojtaba est allié avec le président iranien actuel Mahmoud Ahmadinejad.
Le 16 juin, Reuters a signalé que l'ancien vice-président Mohammad-Ali Abtahi et ancien conseiller présidentiel Saeed Hajjarian avaient été arrêtés. Le défenseur des droits de l'homme et juriste Abdolfattah Soltani, qui avait exigé un recomptage de tous les suffrages, a également été arrêté ce mardi selon Shirin Ebadi. Plus de 100 étudiants ont été arrêtés après que les forces de sécurité ont tiré des gaz lacrymogènes sur les manifestants à l'université de Chiraz. Reporters sans frontières a rapporté que cinq des onze journalistes arrêtés étaient encore en détention à compter du 16 juin, et que 10 autres journalistes ont été portés disparus et pourraient avoir été arrêtés.
Le 17 juin, l'ancien ministre des Affaires étrangères et secrétaire général du Mouvement pour la liberté de l'Iran, Ebrahim Yazdi, a été arrêté. À Tabriz, d'autres militants du mouvement pour la liberté et huit membres du Front de participation à l'Iran islamique ont été arrêtés. Le nombre d'arrestations à travers l'Iran depuis l'élection a été évalué à 500.
Aaron Rhodes, un porte-parole de la campagne internationale pour les droits de l'homme en Iran, a déclaré que « les services secrets iraniens et les forces de sécurité utilisent les manifestations publiques pour s'engager dans ce qui semble être une purge majeure des opposants ».
Dans la province d'Ispahan, le procureur général Mohammadreza Habibi a averti que les dissidents pourraient faire face à la peine de mort selon la loi islamique. Il a également accusé les manifestants d'être des « éléments contrôlés par des étrangers perturbant la sécurité en incitant les individus à détruire et à commettre des incendies criminels » et les a exhortés à cesser leurs « activités criminelles ». Il n'était pas clair si son avertissement s'applique uniquement à Ispahan ou à l'ensemble du pays.
Le 21 juin, Maziar Bahari, un journaliste canadien d'origine iranienne de Newsweek est arrêté. Il n'a pas été entendu depuis son arrestation.
Le 22 juin, The Guardian rapporte qu'à environ 1h30, le général Ali Fazli, le commandant nouvellement désigné de la Garde révolutionnaire dans la province de Téhéran, a été arrêté pour avoir refusé d'utiliser la force contre des manifestants.

### Violence des milices
Plusieurs Basij ont été filmés pénétrant par effraction dans des maisons et tirant dans la foule,,,,. Les personnels des hôpitaux ont ensuite protesté devant le nombre de personnes mortes ou dans un état critique à la suite de coups de feu tirés par les miliciens. Le 16 juin, Der Spiegel a cité Voice of America dont les rapports affirment que le gouvernement iranien avait recruté 5000 combattants du Hezbollah libanais pour affronter les manifestants.
Le 17 juin, le Jerusalem Post a cité deux manifestants iraniens qui ont déclaré que « les forces palestiniennes » (dont les États sont membres du mouvement Hamas) ont travaillé avec le Basij en aidant à écraser les manifestations. Un journaliste basé à Jérusalem pour WorldNetDaily a demandé aux fonctionnaires du Hamas de multiples commentaires sur cette accusation, y compris les porte-parole Fawzi Barhoum, parlementaire Mushir-al-Masri, et le haut conseiller politique de Gaza Ahmed Yousef. Tous les fonctionnaires contactés du Hamas ont fermement démenti toute implication du Hamas dans la réponse aux manifestations postélectorales iraniennes et appelé les accusations de « complètement fausses » et ont demandé pourquoi les forces de la Révolution iraniennes nécessiteraient l'aide du Hamas.
Le gouvernement iranien a accusé les États-Unis d'implication dans les manifestations et avec l'Iran de s'ingérer dans les affaires intérieures, en particulier avec la CIA 400 millions de dollars des opérations clandestines visant à déstabiliser le pays. La conclusion d'un article dans le Journal de politique étrangère américaine portait la question de savoir si l'implication américaine dans la fermentation des troubles lors de l'élection était réelle, « étant donné le record de l'ingérence américaine dans les affaires de l'État d'Iran et de politique claire du changement de régime, il semble bien possible, voire probable, que les États-Unis avaient un rôle important à jouer pour aider à apporter les récentes turbulences dans un effort pour saper le gouvernement de la République islamique ». L'article américain cite également des preuves concernant l'ingérence des États-Unis par Twitter base que « en termes d'impliquer la grande diaspora iranienne et tout le monde avec une rancune contre M. Ahmadinejad, elle a été très réussie. » Politique étrangère.

### Censure

#### Nouvelles des médias
Selon le Telegraph, le 14 juin « Le régime iranien a fait tout son possible pour étouffer le flux des nouvelles de sa capitale ». Al-Jazira accuse de censure des médias directement contrôlés par le gouvernement iranien, déclarant que « certains journaux ont été avisés de changer leurs éditoriaux ou leurs titres principaux ». Les bureaux de Al-Arabiya de Téhéran ont été fermés le 14 juin pour une semaine par les autorités iraniennes, qui n'ont donné aucune explication sur cette décision.Les bureaux de  NBC de Téhéran ont été perquisitionnés, avec des caméras et autres équipements confisqués. Le directeur de la BBC World Service a accusé le gouvernement iranien de brouillage de ses émissions en Iran. Peter Horrocks a déclaré que des personnes en Iran, au Moyen-Orient et en Europe avaient été atteintes grâce à un bloc électronique sur des satellites utilisés pour diffuser le signal de télévision BBC Perse en l'Iran, ajoutant: «Il semble faire partie d'un modèle de comportement par les autorités iraniennes à limite de la déclaration de la suite de l'élection contestée. À la BBC officiels entreprise a fait référence à un conflit du réseau avec le régime comme «guerre électronique».[incompréhensible]
Le 15 juin, le journaliste belge Jef Lambrecht, de la chaîne de télévision publique flamande VRT, et son technicien du son, ont été arrêtés à Téhéran. Ils avaient été faire un reportage sur les émeutes, et ont été pris au milieu des violences. Lambrichts a pris un coup de poing et Vandervorst a été arrêté par la police anti-émeute. Lorsque Lambrecht est allé vérifier où Vandervorst avait été emmené, il a été rapidement arrêté lui aussi. Les deux ont été emmenés au ministère de l'Information et détenus dans le sous-sol. Ils ont été tous deux libérés au bout de deux heures avec des instructions strictes de ne pas faire ni photos, ni enregistrements filmés des manifestations. En même temps, deux journalistes néerlandais de Nova ont également été arrêtés et déportés.
Le 16 juin, le ministère de la culture a émis une directive interdisant à tous les médias étrangers de quitter leurs bureaux. Cette directive stipule que les points de nouvelles internationales pourraient encore parler des rassemblements dans leurs reportages en direct, mais ils n'étaient pas autorisés à quitter leurs chambres d'hôtel et leurs bureaux pour assister à des manifestations. Gérée par le gouvernement iranien, la télévision n'était pas touchée par les restrictions. Le 20 juin, le ministère de la Culture a intensifié les restrictions en interdisant aux médias internationaux d'émettre des rapports sur les manifestations, sauf s'ils ont reçu la permission des autorités iraniennes.
Le correspondant de la BBC John Simpson a été arrêté, son matériel confisqué, puis il a été relâché. Les journalistes de la chaîne de télévision publique italienne Rai ont déclaré que l'un de leurs interprètes avait été battu avec des clubs par la police anti-émeute et que les policiers ont alors confisqué les bandes du cameraman.
Ahmadinejad a répondu à des préoccupations libertés civiles en déclarant Iraniens apprécié
«Liberté absolue» de la parole. «Ne vous inquiétez pas pour la liberté en Iran… Les journaux vont et viennent et réapparaissent Ne vous inquiétez pas..", ce qui peut avoir été dans le but de mettre en place des filtres pour les sites de bloc comme YouTube qui pourraient être utilisés à des fins politiques. Lorsque des milliers de partisans de l'opposition se sont affrontés avec la police le 13 juin, Facebook a été filtrée à nouveau. Certains sites Web de nouvelles ont également été bloqués par les autorités iraniennes. Services de téléphonie mobile, y compris la messagerie texte a également arrêté ou est devenu très difficile à utiliser. Plus précisément, tous les sites affiliés à la BBC ont été coupées, ainsi que ceux qui sont affiliés avec desThe Guardian . [citation nécessaire] juin Associated Press marqué les actions comme des «mesures inquiétantes cherchant apparemment à saper les voix libérales».
L'Iran était connu pour exploiter l'un des systèmes dans le monde du Web les plus sophistiquées de filtrage, avec le blocus généralisé sur les sites Web spécifiques. Durant les manifestations, cela a été intensifié de façon spectaculaire. Certaines des technologies de surveillance a été fourni par Nokia Siemens Networks, une joint-venture de Nokia, le fabricant finlandais téléphone portable, et Siemens, le géant de la technologie allemande.

### Procès et exécutions
Le cas le plus médiatisé fut celui de l'étudiante française Clotilde Reiss, emprisonnée à la prison d'Evin (nord de Téhéran), du 1er juillet au 16 août 2009 pour avoir pris des photos de manifestations avec son téléphone portable.
Moins de deux mois après l'élection présidentielle, l'ONG Amnesty International évalue à 115 le nombre d'exécutions capitales exécutées, dont 24 le jour de l'investiture de Mahmoud Ahmadinejad.
Par ailleurs, l'opposant Mehdi Karoubi affirme que de nombreux manifestants arrêtés ont été violés en détention.
Au total, plus de 150 personnes auraient été tuées par le régime,, des milliers auraient été arrêtées et torturées, dont des centaines violées en prison par les agents du régime.

## Religion
The Economist a rapporté que les partisans de Moussavi ont enrôlé le symbolisme religieux de leur côté. Cela fait appel aux notions d'injustice et de la rédemption, au cœur du chiisme.
Les manifestants sont délibérément modestement vêtus. Les marches à Téhéran a vu des femmes dans les tchadors et enturbannées. Le Time a rapporté que certains manifestants pensaient qu'ils avaient un devoir religieux pour protester.
Les manifestants ont également fait usage de slogans tels que « Dieu est grand ».
Une spectatrice, Neda Agha-Soltan, qui a été tuée par les autorités, a été mythifiée par l'opposition comme martyre. Le statut d'un martyr est vénéré dans l'islam chiite. Pour éviter cela, les autorités ont tenté d'annuler le service funéraire. L'idée du martyre résonne profondément dans la population chiite d'Iran. La foi chiite a été fondée sur l'idée de sacrifice pour la cause de la justice.

## Internet
Internet, et plus précisément les réseaux sociaux, ont contribué à l'organisation de nombreuses manifestations en Iran. Les sites en ligne ont permis de diffuser des photos et des vidéos amateurs. Twitter, Facebook, et les divers blogs ont été des lieux pour recueillir et échanger des informations. Twitter a également été utilisé pour organiser des manifestations.

### Attaques DoS
Les partisans de Moussavi, à travers des sites de réseaux sociaux, ont échangé des scripts pour le lancement d'attaque par déni de service (attaques DoS, denial of service) contre Ahmadinejad. Beaucoup de militants anti-Ahmadinejad ont attaqué ses sites Internet et ceux du gouvernement, les rendant inaccessibles. Le site officiel du gouvernement a, à plusieurs reprises, été rendu inaccessible.

### L'utilisation des réseaux sociaux
Twitter en particulier a été un lieu de rassemblement central pendant ces manifestations.
Le Département d'État des États-Unis a demandé à l'entreprise de reporter une mise à niveau du réseau qui aurait brièvement déconnecté le service.
Twitter a retardé la modernisation du réseau parce que les événements en Iran ont été directement liés à l'importance croissante de Twitter comme moyen important de communication et d'information.
Outre l'utilisation des sites de réseaux sociaux par des manifestants pour recueillir et échanger des informations, des individus à travers le monde ont utilisé ces sites pour obtenir des nouvelles et informations sur les événements en Iran. En raison de la censure stricte des médias étrangers par le gouvernement iranien, les sites de réseaux sociaux sont devenus la principale source d'information, vidéos, témoignages et des manifestations.
Bien que le rôle de Twitter soit considéré comme central dans les manifestations, The Economist a estimé que Twitter était tellement inondé de messages de soutien des Américains et des Britanniques qu'il a rendu le site presque inutile en tant que source d'information, quelque chose que le gouvernement iranien avait tenté en vain de faire. Le même journal affirmait que les sources les plus complètes d'informations en anglais furent créées par les blogueurs, qui extrayaient des informations utiles de la masse. En soutenant cette thèse, le journal ne semble pas s'inquiéter de savoir si les Iraniens sont anglophones ou non.

### Activisme internet

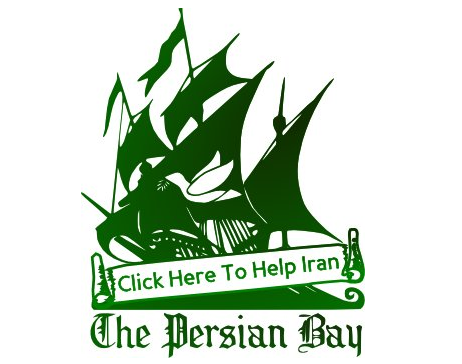
Page d'accueil de The Pirate Bay, le 20 juin 2009.

Un groupe anonyme, avec The Pirate Bay, a lancé un site de soutien (Anonyme Iran). Le site a attiré plus de 22 000 supporters dans le monde entier et permet l'échange d'informations entre le monde et l'Iran, malgré les tentatives de l'Iran à le censurer. Le site fournit des ressources et du soutien aux Iraniens qui protestent.

### Filmographie
- (fr) Iran 2009, l'insurrection verte, film documentaire d'Oliver Stoltz et Ali Samadi Ahadi, 2010, 55'
- (fr) « Iranian Stories : un webdocumentaire réalisé à partir de témoignages de ceux qui ont vécu les élections de juin 2009 en Iran »(Archive.org • Wikiwix • Archive.is • Google • Que faire ?) cité dans "Le Nouvel Observateur : Histoire d'Iran, racontées sur le web", le 8/06/2011